# Феліпе Масса
Фелі́пе Ма́сса (порт. Felipe Massa, *25 квітня 1981 року, Сан-Паулу) — бразильський автогонщик, колишній пілот Формули-1. Віцечемпіон сезону 2008, лише на 1 очко відстав від Льюїса Гамільтона.

## Ранні роки
Масса — уроджений бразилець, дідусь якого прибув до Бразилії з італійського міста Черіньола. Почав займатися картингом коли йому було вісім років. Зайняв четверте місце у своєму першому сезоні. Масса продовжував брати участь у національних і міжнародних чемпіонатах з картингу протягом семи років і в 1998 році перейшов у Формулу-Шевроле, завершивши бразильський чемпіонат на п'ятому місці. У наступному сезоні виграв 3 з 10-и гонок і взяв чемпіонський титул. У 2000 році він вирушив до Європи для виступу в Італійській Формулі-Рено і Єврокубку. В обох серіях став чемпіоном. Маючи можливість перейти до Формули-3, вибрав Євро Формулу-3000, домінував по ходу сезону і на шляху до чемпіонства здобув шість перемог з восьми можливих. Йому були запропоновані тести у Формулі-1 за команду Sauber, яка практично відразу уклала з ним контракт в 2002 році. Перед цим він також брав участь за команду Alfa Romeo в European Touring Car Championship як гостьовий пілот.

## Виступи у Формулі 1

### Sauber (2002, 2004, 2005 роки)
Феліпе Масса виступав за команду Заубер (сезони 2002, 2004—2005 роки), проте нічого значного з цією командою не досяг.
У свій перший рік у Формулі-1 Масса виступав разом з чемпіоном Формули 3000 1999 року Ніком Гайдфельдом у команді Заубер. Масса показав високий рівень конкурентноздатності, але часом припускався достатньо грубих помилок у пілотуванні боліда. У свій дебютний сезон Масса заробив 4 бали і зайняв 5 місце на Гран-прі Іспанії в Барселоні. Проте цього виявилося недостатньо для команди, і пілот був змушений провести наступний сезон на місці тест-пілота в постачальника моторів, Феррарі.
Через рік Масса знову розпочав виступи за Заубер. Його результат — 12 очок з 34 командних. Напарником Феліпе був італієць Джанкарло Фізікелла.
У сезоні 2005 року Масса продовжував виступи за команду. Він набрав лише одинадцять очок, але і це було непоганим результатом, оскільки технічні можливості машини не давали змоги претендувати на більшу кількість балів.

### Ferrari (2006—2013 роки)
У 2006 році Феліпе Масса переходить у Феррарі, де стає призовим пілотом разом з легендарним Міхаелем Шумахером. У дебютному сезоні в новій команді Масса займає третю позицію в чемпіонаті після Міхаеля Шумахера і Фернандо Алонсо.
Найкращу підсумкову позицію в чемпіонаті здобув за результатами чемпіонату світу 2008 року, поступившись чемпіону Льюїсу Гамільтону лише одним очком.
За станом на кінець сезону 2010 Феліпе Масса 33 рази підіймався на подіум, серед них 11 разів на найвищу позицію. У його активі також 15 поул-позишн і 13 найшвидших кіл.

### Травма на гран-прі Угорщини
25 липня 2009 року під час суботньої кваліфікації на автодромі Хунгароринг під час Гран-прі Угорщини Масса потрапив у важку аварію. Від боліда Рубенса Баррікелло, що їхав попереду, відлетіла пружина, яка на великій швидкості попала в шолом Феліпе. Пілот втратив свідомість і врізався в захисні споруди.
Реабілітація гонщика зайняла понад чотири місяці і, навіть повернувшись в команду, Феліпе відновив виступи лише з початком нового сезону.

### Сезон 2011 року
У сезоні 2011 року Масса продовжує виступи за Феррарі.
У першій гонці нового сезону Феліпе Масса став восьмим у кваліфікації, проте у гонці опустився на одну сходинку. Згодом, через дискваліфікацію пілотів Заубера, які мали порушення в конструкції заднього антикрила боліду, Феліпе піднявся на 7-му сходинку. Також Феліпе зумів показати найшвидше коло у гонці.

### Williams (2014 рік)
11 листопада 2013 року було офіційно оголошенно про підписання Феліпе Массою багаторічного контракту із командою Вільямс. Він прийшов на зміну Пастору Мальдонадо котрий став пілотом Лотуса

## Повна таблиця результатів
Жирним шрифтом позначені етапи, на яких гонщик стартував з поулу. Курсивом позначені етапи, на яких гонщик мав найшвидше коло.
| Рік  | Команда                   | Шасі                | Двигун                              | 1        | 2        | 3        | 4      | 5        | 6        | 7        | 8         | 9        | 10       | 11       | 12       | 13       | 14       | 15       | 16       | 17       | 18       | 19     | 20       | 21    | Місце в чемпіонаті | Очки в чемпіонаті |
| ---- | ------------------------- | ------------------- | ----------------------------------- | -------- | -------- | -------- | ------ | -------- | -------- | -------- | --------- | -------- | -------- | -------- | -------- | -------- | -------- | -------- | -------- | -------- | -------- | ------ | -------- | ----- | ------------------ | ----------------- |
| 2002 | Sauber Petronas           | Sauber C21          | Petronas 02A 3.0 V10                | AUS Схід | MAL 6    | BRA Схід | SMR 8  | ESP 5    | AUT Схід | MON Схід | CAN 9     | EUR 6    | GBR 9    | FRA Схід | GER 7    | HUN 7    | BEL Схід | ITA Схід | USA      | JPN Схід |          |        |          |       | 13                 | 4                 |
| 2004 | Sauber Petronas           | Sauber C23          | Petronas 04A 3.0 V10                | AUS Схід | MAL 8    | BHR 12   | SMR 10 | ESP 9    | MON 5    | EUR 9    | CAN Схід  | USA Схід | FRA 13   | GBR 9    | GER 13   | HUN Схід | BEL 4    | ITA 12   | CHN 8    | JPN 9    | BRA 8    |        |          |       | 12                 | 12                |
| 2005 | Sauber Petronas           | Sauber C24          | Petronas 05A 3.0 V10                | AUS 10   | MAL 10   | BHR 7    | SMR 10 | ESP 11   | MON 9    | EUR 14   | CAN 4     | USA НС   | FRA Схід | GBR 10   | GER 8    | HUN 14   | TUR Схід | ITA 9    | BEL 10   | BRA 11   | JPN 10   | CHN 6  |          |       | 13                 | 11                |
| 2006 | Scuderia Ferrari Marlboro | Ferrari 248 F1      | Ferrari 056 2.4 V8                  | BHR 9    | MAL 5    | AUS Схід | SMR 4  | EUR 3    | ESP 4    | MON 9    | GBR 5     | CAN 6    | USA 2    | FRA 3    | GER 2    | HUN 7    | TUR 1    | ITA 9    | CHN Схід | JPN 2    | BRA 1    |        |          |       | 3                  | 80                |
| 2007 | Scuderia Ferrari Marlboro | Ferrari F2007       | Ferrari 056 2.4 V8                  | AUS 6    | MAL 5    | BHR 1    | ESP 1  | MON 3    | CAN ДСК  | USA 3    | FRA 2     | GBR 5    | EUR 2    | HUN 13   | TUR 1    | ITA Схід | BEL 2    | JPN 6    | CHN 3    | BRA 2    |          |        |          |       | 4                  | 94                |
| 2008 | Scuderia Ferrari Marlboro | Ferrari F2008       | Ferrari 056 2.4 V8                  | AUS Схід | MAL Схід | BHR 1    | ESP 2  | TUR 1    | MON 3    | CAN 5    | FRA 1     | GBR 13   | GER 3    | HUN 17   | EUR 1    | BEL 1    | ITA 6    | SIN 13   | JPN 7    | CHN 2    | BRA 1    |        |          |       | 2                  | 97                |
| 2009 | Scuderia Ferrari Marlboro | Ferrari F60         | Ferrari 056 2.4 V8                  | AUS Схід | MAL 9    | CHN Схід | BHR 14 | ESP 6    | MON 4    | TUR 6    | GBR 4     | GER 3    | HUN НС   | EUR Т    | BEL Т    | ITA Т    | SIN Т    | JPN Т    | BRA Т    | ABU Т    |          |        |          |       | 11                 | 22                |
| 2010 | Scuderia Ferrari Marlboro | Ferrari F10         | Ferrari 056 2.4 V8                  | BHR 2    | AUS 3    | MAL 7    | CHN 9  | ESP 6    | MON 4    | TUR 7    | CAN 15    | EUR 11   | GBR 15   | GER 2    | HUN 4    | BEL 4    | ITA 3    | SIN 8    | JPN Схід | KOR 3    | BRA 15   | ABU 10 |          |       | 6                  | 144               |
| 2011 | Scuderia Ferrari Marlboro | Ferrari 150° Italia | Ferrari 056 2.4 V8                  | AUS 7    | MAL 5    | CHN 6    | TUR 11 | ESP Схід | MON Схід | CAN 6    | EUR 5     | GBR 5    | GER 5    | HUN 6    | BEL 8    | ITA 6    | SIN 9    | JPN 7    | KOR 6    | IND Схід | ABU 5    | BRA 5  |          |       | 6                  | 118               |
| 2012 | Scuderia Ferrari          | Ferrari F2012       | Ferrari 056 2.4 V8                  | AUS Схід | MAL 15   | CHN 13   | BHR 9  | ESP 15   | MON 6    | CAN 10   | EUR 16    | GBR 4    | GER 12   | HUN 9    | BEL 5    | ITA 4    | SIN 8    | JPN 2    | KOR 4    | IND 6    | ABU 7    | USA 4  | BRA 3    |       | 7                  | 122               |
| 2013 | Scuderia Ferrari          | Ferrari F138        | Ferrari 056 2.4 V8                  | AUS 4    | MAL 5    | CHN 6    | BHR 15 | ESP 3    | MON Схід | CAN 8    | GBR 6     | GER Схід | HUN 8    | BEL 7    | ITA 4    | SIN 6    | KOR 9    | JPN 10   | IND 4    | ABU 8    | USA 12   | BRA 7  |          |       | 8                  | 112               |
| 2014 | Williams Martini Racing   | Williams FW 36      | Mercedes PU106A Hybrid 1.6 turbo    | AUS Схід | MAL 7    | BHR 7    | CHN 15 | ESP 13   | MON 7    | CAN 12†  | AUT 4     | GBR Схід | GER Схід | HUN 5    | BEL 13   | ITA 3    | SIN 5    | JPN 7    | RUS 11   | USA 4    | BRA 3    | ABU 2  |          |       | 7                  | 134               |
| 2015 | Williams Martini Racing   | Williams FW 37      | Mercedes PU106B Hybrid 1.6 turbo    | AUS 4    | MAL 6    | CHN 5    | BHR 10 | ESP 6    | MON 15   | CAN 6    | AUT 3     | GBR 4    | HUN 12   | BEL 6    | ITA 3    | SIN Схід | JPN 17   | RUS 4    | USA Схід | MEX 6    | BRA Викл | ABU 8  |          |       | 6                  | 74                |
| 2016 | Williams Martini Racing   | Williams FW 38      | Mercedes PU106С Hybrid 1.6 turbo    | AUS 5    | BHR 8    | CHN 6    | RUS 5  | ESP 8    | MON 10   | CAN Схід | AZE* 10   | AUT 20†  | GBR 11   | HUN 18   | GER Схід | BEL 10   | ITA 9    | SIN 12   | MAL 13   | JPN 9    | USA 7    | MEX 9  | BRA Схід | ABU 9 | 11                 | 53                |
| 2017 | Williams Martini Racing   | Williams FW 40      | Mercedes M08 EQ Power+ 1.6 turbo V6 | AUS 6    | CHN 14   | BHR 6    | RUS 9  | ESP 13   | MON 9    | CAN Схід | AZE* Схід | AUT      | GBR      | HUN      | GER      | BEL      | ITA      | SIN      | MAL      | JPN      | USA      | MEX    | BRA      | ABU   |                    |                   |

* Проведено як Гран-прі Європи 

† Пілот не зміг завершити перегони, але був класифікований, подолавши понад 90 % дистанції.